# Septum secundum
El embriología, el 'septum secundum' es un colgajo muscular que es importante en el desarrollo del corazón. Tiene forma semilunar y crece hacia abajo desde la pared superior de la aurícula inmediatamente a la derecha del septum primum y ostium secundum. Es importante en el cierre del foramen oval después del nacimiento.

## Estructura

### Desarrollo
Al final de la quinta semana de desarrollo, el septum secundum crece desde la pared superior de la aurícula primitiva. Crece a la derecha del septum primum, que ya ha comenzado a desarrollarse. Crece hacia el septo intermedio formado por los cojinetes endocárdicos. El mismo no se encuentra fusionado con el septo intermedio antes del nacimiento, dejando un espacio para formar el foramen oval, pero poco después del nacimiento, se fusiona con el septum primum formando el septo interatrial y cerrando así el foramen oval. La fosa oval denota el margen libre del septum secundum tras el nacimiento.

## Importancia clínica
A veces, la fusión del septum secundum con el septum intermedium es incompleta y la parte superior del foramen permanece permeable, lo que crea un defecto del septo interatrial denominado comunicación interauricular.